# Paepalanthus heteropus
Paepalanthus heteropus är en gräsväxtart som beskrevs av Silveira. Paepalanthus heteropus ingår i släktet Paepalanthus och familjen Eriocaulaceae. Inga underarter finns listade i Catalogue of Life.